# Peter Strasser (Kapitän)

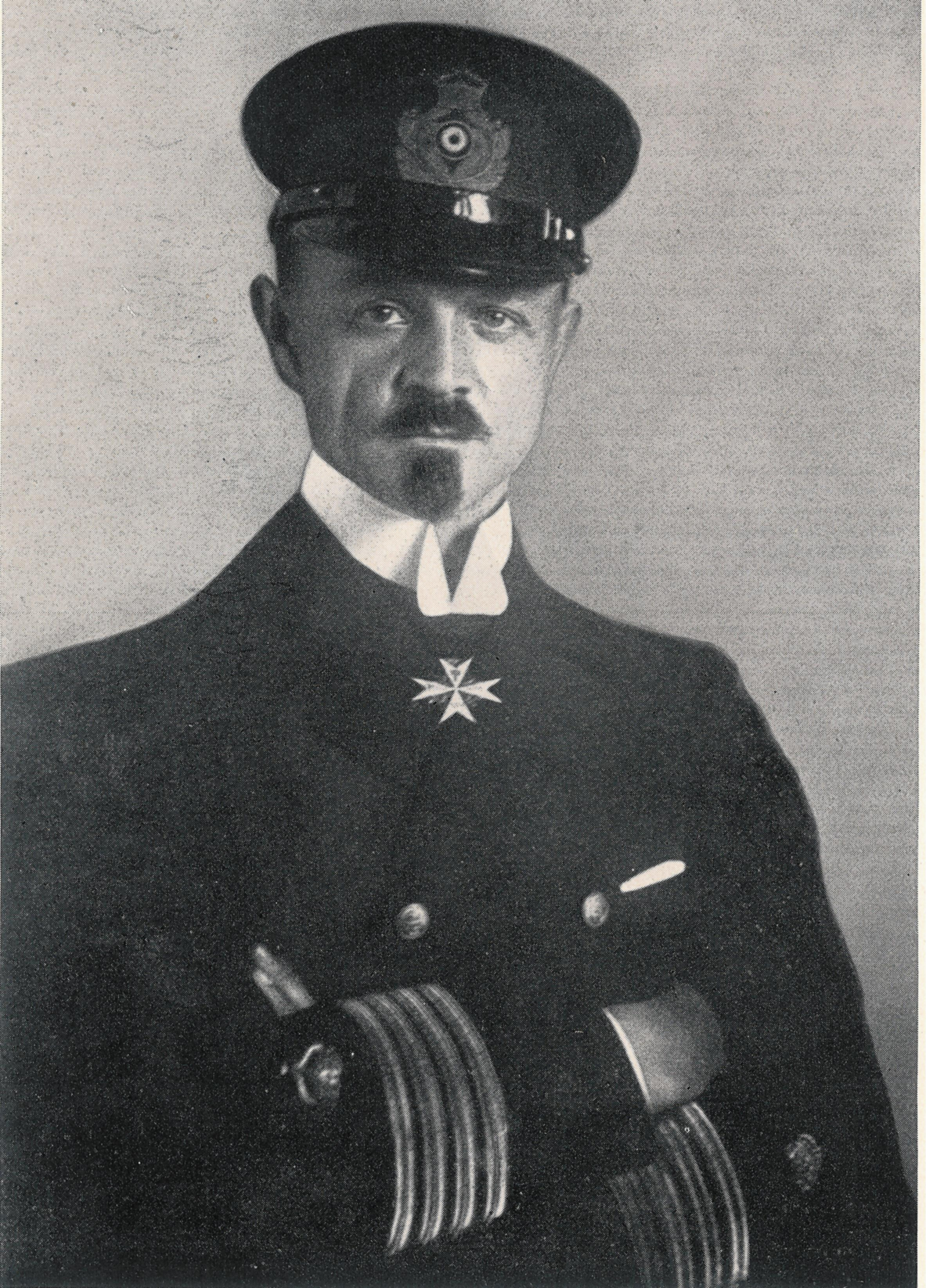
Fregattenkapitän Peter Strasser

Peter Strasser (* 1. April 1876 in Hannover; † 5. August 1918 nördlich Wells-next-the-Sea) war ein deutscher Fregattenkapitän und Führer der Marine-Luftschiffe (F.d.L.). In dieser Position war er für die Planung und den Einsatz der Marineluftschiffe im Ersten Weltkrieg zuständig, nahm aber auch persönlich an Angriffsfahrten gegen England teil.

## Leben
Peter Strasser wurde in der Gründerzeit des Deutschen Kaiserreichs in Hannover als Sohn des Architekten August Strasser geboren. Er besuchte von 1883 bis 1885 das Kaiser-Wilhelm-Gymnasium Hannover. Nachdem seine Familie unterdessen bereits 1883 nach Bruchsal gezogen war, absolvierte er dann dort sein Abitur im Jahr 1894. Noch im selben Jahr trat er am 16. April 1894 als Kadett in die Kaiserliche Marine ein.
Seine Ausbildung erhielt Strasser an der Marine-Infanterieschule in Kiel und Wilhelmshaven. Am 25. Oktober 1897 wurde er Leutnant zur See und diente bis 1899 an Bord der Hertha, zuletzt in Ostasien. Danach war er bei der II. Werftdivision in Wilhelmshaven und wurde zum Kapitänleutnant befördert. Auf dem Artillerieschulschiff erhielt er eine Ausbildung zum Artillerieoffizier, er kam zunächst als Erster Artillerieoffizier auf das Linienschiff Mecklenburg, dann auf das Großlinienschiff Westfalen.
Am 27. September 1913 wurde Strasser als Korvettenkapitän zum Kommandanten der Abteilung „Marineluftschiffahrt“ im Reichsmarineamt ernannt. Nun war Peter Strasser verantwortlich für die Entwicklung der Luftschiffe. In seiner Amtszeit vervielfältigte er die Kopfstärke der neuen Waffengattung von anfänglich 120 auf zuletzt 7000 Mann.
Gemeinsam mit dem Luftschiffpionier Hugo Eckener, einem Mitarbeiter des Grafen von Zeppelin, begann er die Ausbildung auf den Luftschiffen L 3 und L 4, von denen der Marine 1914 lediglich zwei zur Verfügung standen. Während des Ersten Weltkrieges starteten die ersten Luftschiffe im Januar 1915 zum Kampf gegen die britischen Inseln.
Seit Dezember 1916 trug Peter Strasser bis Kriegsende den Titel „Führer der Marine-Luftschiffe“.
Für seine Verdienste wurde Strasser am 20. August 1917 mit dem Orden Pour le Mérite ausgezeichnet, den ihm Admiral Reinhard Scheer zehn Tage später in Ahlhorn überreichte. Als am 5. August 1918 ein ganzes Zeppelin-Geschwader startete, war Strasser an Bord des L 70/LZ 112, eines weiterentwickelten Luftschifftyps, der erst ab Juni 1918 im Einsatz war. Er wurde bei diesem Einsatz von einer britischen Airco DH.4 nahe der britischen Ostküste abgeschossen. Seine Leiche wurde bei der Untersuchung des in flachen Küstengewässern liegenden Wracks von der Royal Navy geborgen und später auf See beigesetzt.

## Auszeichnungen
- Roter Adlerorden IV. Klasse[4]
- Eisernes Kreuz (1914) II. und I. Klasse[4]
- Ritterkreuz des Königlichen Hausordens von Hohenzollern mit Schwertern[4]
- Rettungsmedaille am Band[4]
- Hanseatenkreuz Hamburg[4]

## Peter-Strasser-Allee, -Straße -Weg
Ein Weg im – heutig – hannoverschen Stadtteil Vahrenheide, der bereits um 1900 zum Exerzierplatz auf der Vahrenwalder Heide führte, wurde zur Zeit des Nationalsozialismus und im ersten Jahr des Zweiten Weltkrieges 1939 nach dem „[…] Führer der Luftschiffe im Ersten Weltkrieg, dem Fregattenkapitän Peter Strasser“ benannt.
Des Weiteren ist die Kapitän-Strasser-Straße in Wildeshausen, nahe dem ehemaligen Luftschiffhafen Ahlhorn, nach Peter Strasser benannt sowie die Kapitän-Strasser-Straße in Zeppelinheim nahe Flughafen Frankfurt Main.
Auch im Fliegerviertel in Berlin-Tempelhof, der bebaute Teil des Tempelhofer Feldes, existiert der sogenannte „Peter Strasser Weg“, der vom Tempelhofer Damm abzweigt und nach Westen Richtung Schöneberg führt.